# 옥천군의회
옥천군의회는 충청북도 옥천군 지역을 관할하는 기초의회이다.